# Василевка (Козельщинский район)
Василевка (укр. Василівка) — село,
Василевский сельский совет,
Козельщинский район,
Полтавская область,
Украина.
Код КОАТУУ — 5322080801. Население по переписи 2001 года составляло 449 человек.
Является административным центром Василевского сельского совета, в который, кроме того, входят сёла
Вишняки,
Гаевое,
Зоряное,
Александровка,
Трудовик и
Шепелевка.

## Географическое положение
Село Василевка находится на расстоянии в 0,5 км от села Александровка и в 1,5 км от села Зоряное.
Вокруг села много заболоченных озёр.

## История
Село указано на подробной карте Российской Империи и близлежащих заграничных владений 1816 года

## Экономика
- ООО «Василевское».

## Объекты социальной сферы
- Школа І—ІІ ст.

## Известные люди
- Дряпаченко Иван Кириллович (1881—1936) — русский и украинский живописец и график, родился в селе Василевка.